# Passo delle Tre Pagode
Il passo delle Tre Pagode (in lingua birmana: ဘုရားသုံးဆူ တောင်ကြားလမ်း, trascrizione IPA: /pʰajá θóʊɴ zù tàʊɴ dʑá láɴ/; in lingua thai: ด่านเจดีย์สามองค์, trascr. RTGS: Dan Chedi Sam Ong, trascr. IPA: dàːn tɕeːdiː sǎːm ʔoŋ) è un valico di frontiera dei monti del Tenasserim che collega la Thailandia e la Birmania. Le due località più vicine sono il distretto di Sangkhla Buri nella provincia di Kanchanaburi, in Thailandia, e la cittadina di Payathonsu (in birmano letteralmente: tre pagode), che si trova nel sud dello Stato Kayin della Birmania.

## Etimologia

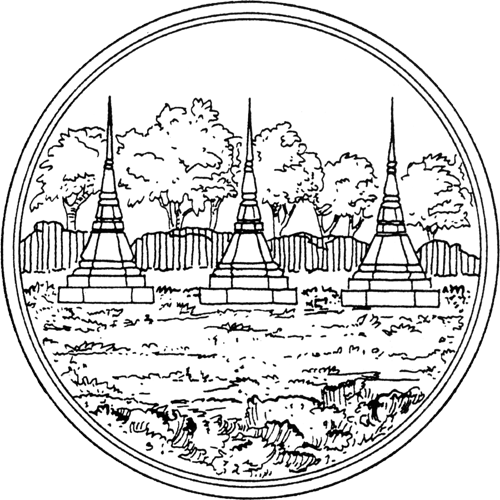
Lo stemma della Provincia di Kanchanaburi

Il passo prende il nome dalle 3 piccole pagode che si trovano sul lato thailandese della frontiera. La zona del passo è tuttora oggetto di una disputa territoriale fra i due paesi. Le tre pagode compaiono stilizzate sullo stemma della Provincia di Kanchanaburi. Lungo il confine, in questa zona si è creata una frattura tra le rocce causata dall'impatto tra la placca indiana e quella euroasiatica che a sua volta ha preso il nome di "faglia delle Tre Pagode".

## Storia
Il passo è storicamente il più importante punto di comunicazione tra il sud della Birmania e l'ovest della Thailandia e si ipotizza che sia stato il punto in cui sono transitati i monaci che hanno introdotto il buddhismo in Siam. Nel periodo di Ayutthaya (1350-1767), vi transitarono diverse volte gli eserciti birmani che invasero il paese, il primo dei quali fu quello della Dinastia di Taungù durante la guerra birmano-siamese del 1548.
Quando i giapponesi invasero la Birmania nella seconda guerra mondiale, fecero costruire la ferrovia della Birmania, nota anche come ferrovia della Morte, che attraversava il passo. La zona divenne teatro di alcuni tra i più cruenti combattimenti dell'intero fronte asiatico, che causarono la morte di migliaia di giapponesi e di prigionieri australiani obbligati a costruire la linea ferroviaria.
In queste zone sono stanziate diverse minoranze etniche della Birmania, soprattutto quelle dei mon e dei karen, i cui eserciti separatisti etnici hanno per lungo tempo occupato la zona del passo, ma furono obbligati a cederla all'esercito birmano nel 1989.

## Turismo
Posto a un'altitudine di 282 m s.l.m., il passo richiama diversi turisti che cercano sollievo dall'afa delle città thailandesi. Gli stranieri sono autorizzati ad attraversare il confine verso la Birmania con un permesso giornaliero e con l'obbligo di non oltrepassare i limiti della cittadina birmana di Payathonsu, nel cui mercato si trovano prodotti dell'artigianato locale. Tra questi spiccano i mobili in teak, la cui offerta è notevolmente diminuita negli ultimi anni a seguito dell'indiscriminato disboscamento della giungla circostante. Le procedure per passare il confine sono complicate e richiedono foto tessere da procurarsi prima di arrivare al passo.
Nella vicina cittadina thailandese di Sangkhla Buri si trovano un lago artificiale e diverse strutture alberghiere, mentre sul passo non ne esistono. Durante le festività del Songkran, il capodanno del buddhismo theravada che si tiene a metà aprile, sul passo sono organizzate diverse attività, tra le quali il combattimento di galli, incontri di Muay thai e danze folcloristiche di gruppi thai, karen, mon e birmani.